# Косяк (конопля)

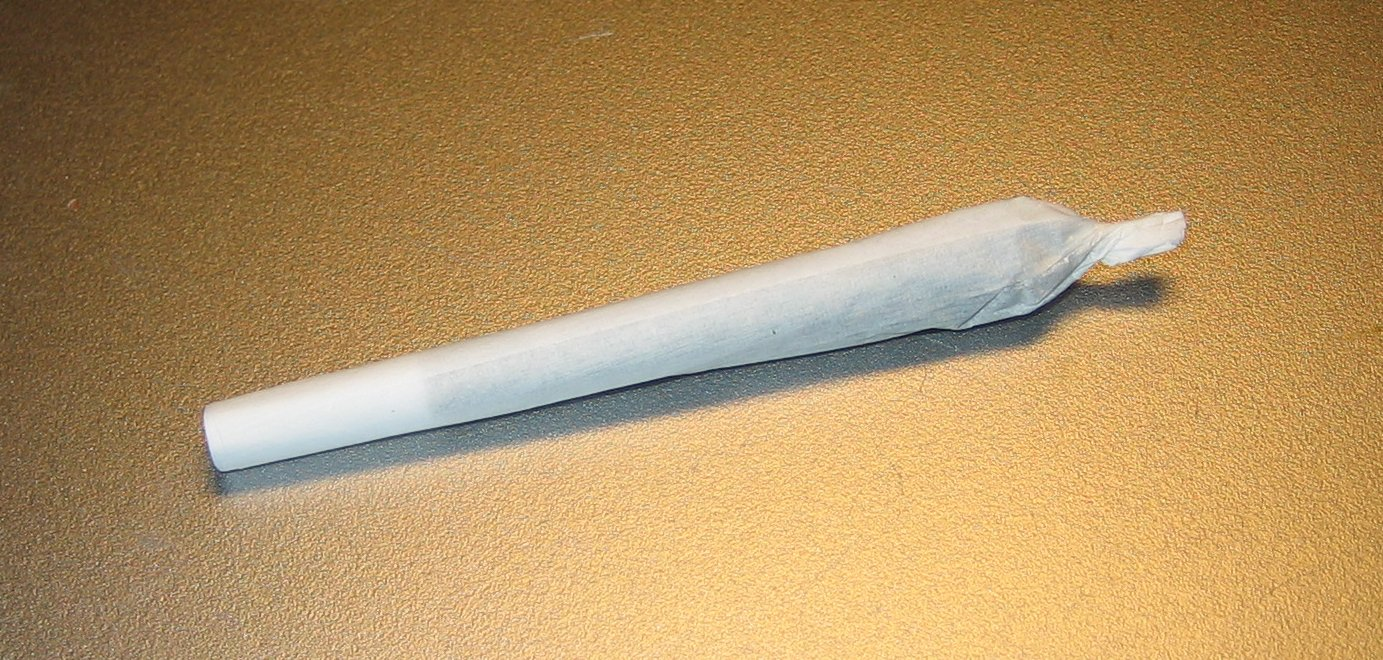
Косяк

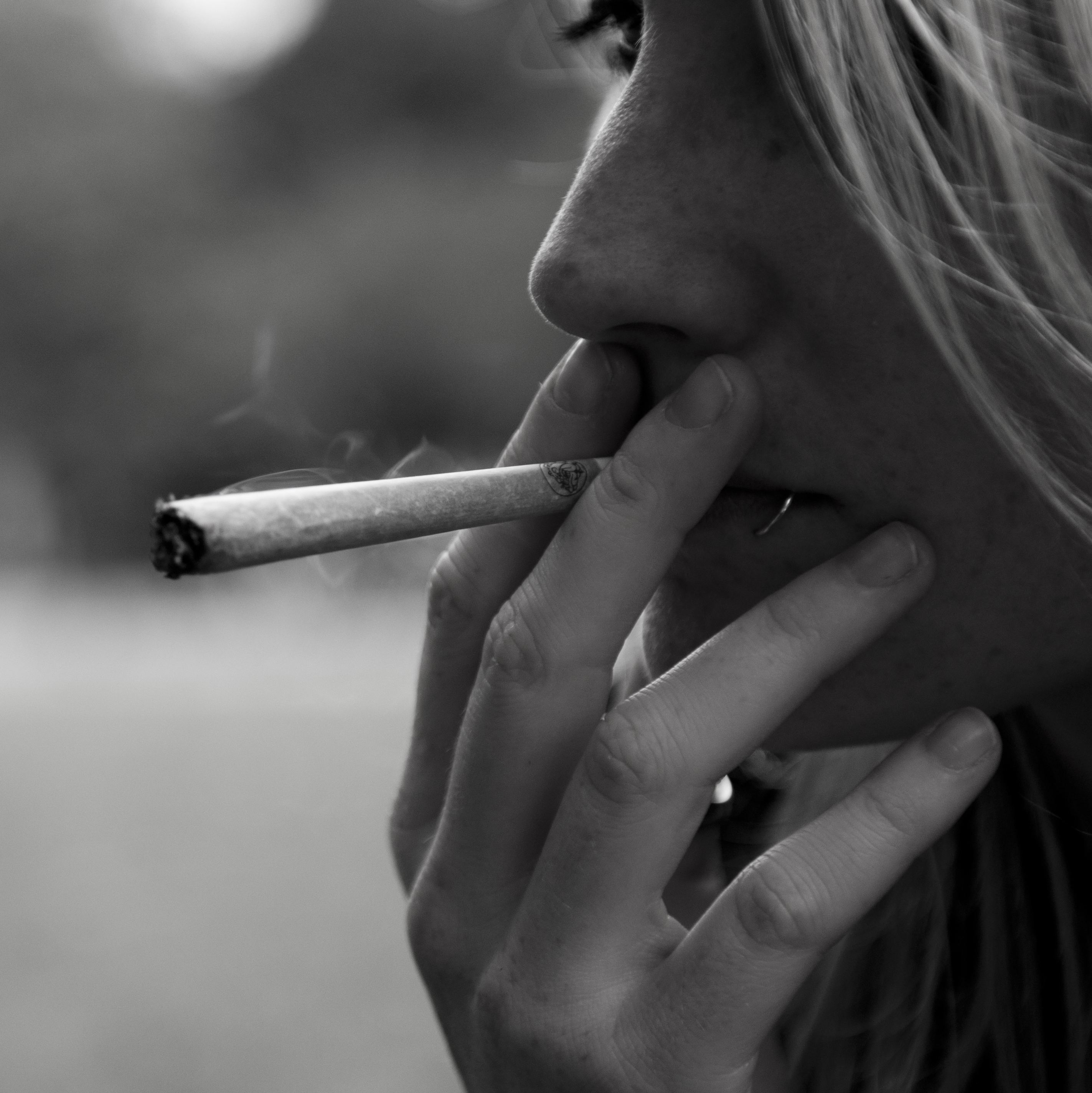
Молода жінка курить косяк

Косяк або джойнт (англ. joint) — самокрутка або цигарка з марихуаною, виготовлена зі спеціального цигаркового паперу (різли).
У США є одним з основних способів куріння марихуани поряд з використанням бонга.
Типовий косяк містить від 0,25 до 0,75 г марихуани (за іншими даними — до 1 грама). Для кращого горіння в джойнт часто підмішують тютюн.
Типова кількість ТГК в одному косяку залежить від використовуваного виду (підвиду, гібриду) конопель, її якості та способу виготовлення косяка. Починаючи з 1960-х років велися селекційні роботи з підвищення рівня психоактивних речовин у коноплі. У результаті, якщо в 1960-х роках середній косяк містив 10 мг ТГК (від 5 до 25 мг), то вже в 1990-х косяк міг містити 150 мг або навіть 300 мг ТГК за умови додавання гашишного масла. Цей факт є також важливим для оцінки історичних досліджень, в яких різні висновки робилися спираючись на кількість викурених косяків. Так само часто, в марихуані, особливо сьогодні, може бути повністю відсутній психоактивний ТГК, і бути присутнім більшою мірою непсихоактивний канабіноїд КБД, який найчастіше і використовується в медичних цілях.
Оскільки звичайному споживачеві для отримання короткочасного відчуття медичного ефекту досить невеликої кількості марихуани (наприклад, 2 — 3 мг доступних ТГК), один косяк може спільно використовуватися двома — трьома людьми або більше.
Затятий курець може споживати п'ять або більше косяків на день; активні курці на Ямайці, наприклад, можуть споживати до 420 мг ТГК на день (15 і більше косяків на день).
До різновидів джойнта відноситься спліф (англ. spliff) — самокрутка з марихуани з додаванням тютюну; блант — самокрутка, яка загортається в тютюновий лист замість паперу.